# Microtono
En el ámbito de la música, se conoce como microtono a cada uno de los intervalos musicales menores que un semitono.
En la música tradicional occidental, una octava se divide en 12 semitonos iguales. En el microtonalismo se utilizan más notas, llamadas microtonos. El músico y físico mexicano Julián Carrillo, con su propuesta del sonido 13, fue uno de los precursores de la teoría microtonal. Llegó a fabricar sus propios instrumentos microtonales y a componer obras musicales fundamentadas en sus propios descubrimientos.
El músico estadounidense Charles Ives definía a los microtonos de manera humorística como “las notas entre las teclas del piano”.[cita requerida]
Muchos teóricos contemporáneos tratan de organizar la división de microtonos de tal manera que se puedan relacionar melódicamente y armónicamente tal como los tonos utilizados en el sistema dodecafónico. Según algunos compositores, el microtono abriría nuevas puertas y horizontes en el mundo de la música contemporánea.